# Václav Dudl
Václav Dudl (* 22. září 1999) je český fotbalový obránce hrající za AC Sparta Praha „B“.

## Klubová kariéra

### AC Sparta Praha
Dudl dostal příležitost v prvním týmu Sparty 12. října 2016 (ve věku 17 let) v pohárovém utkání proti Českým Budějovicím. Tehdy Spartu vedl David Holoubek, který (i kvůli rozsáhlé marodce) dával šance mladým hráčům, které vedl v juniorských týmech. O čtyři dny později Dudl odehrál ligový debut proti Jihlavě. Na konci října 2016 nastoupil do závěru utkání základní skupiny Evropské ligy na půdě Hapoelu Beer Ševa. V sezoně 2016/17 celkem nastoupil do 11 utkání. Na jaře 2017 měl jít na hostování do slovenské Senice, hostování ale nepovolila FIFA, která rozhoduje o mezinárodních přestupech hráčů do 18 let. V následujících letech byl na hostováních ve Vlašimi, Táborsku a slovenské Trnavě, se kterou vyhrál slovenský fotbalový pohár. Nyní hostuje v pražské Viktorii Žižkov